# Isabella Bruce
Isabella Bruce (* um 1280 in Carrick, Schottland; † 1358 in Bergen) war eine norwegische Königin.
Ihre Eltern waren Robert de Brus, Lord of Annandale, Earl of Carrick († 1304) und dessen Frau Marjorie, Countess of Carrick († 1292).
Isabella kam 1293 mit 12 Jahren mit ihrem Vater nach Norwegen und heiratete dort König Erik II., der zu dieser Zeit 25 Jahre alt und kinderloser Witwer war. Seine erste Frau Margrete Aleksandersdotter war 1283 gestorben. Isabellas Großvater und ihr Vater hatten auch schon Ansprüche auf den schottischen Thron erhoben, und nach dem Tod Margretes wurde der Anspruch erneut aktuell, indem Isabellas Bruder Robert de Bruce seinen Anspruch geltend machte.
Die einzige Nachricht über ihr Leben als Königin ist ein von Audun Hugleiksson bezeugtes Inventar ihrer Aussteuer, die sie aus Schottland mitbrachte: Unter anderem waren das ihre wertvollen Kleider, die genau beschrieben werden, 2 goldene Kessel, 24 Silberteller – 30 Mark und 5 Solidi schwer, 4 silberne Salzfässchen à 9 Mark und 10 Solidi schwer, 12 zweihenkelige Suppentassen (Scyphus), zwei kleine Kronen und anderes mehr. 1297 bekamen sie und Erik ihr einziges Kind, die Tochter Ingebjörg (1297– um 1357).
Isabella lebte nach dem Tode Eriks 1299 in Bergen und kehrte nicht nach Schottland zurück, auch nicht als ihr Bruder Robert I. 1306 König von Schottland wurde. Das kann auch mit Roberts Kampf um den schottischen Thron zusammenhängen, im Laufe dessen drei ihrer Brüder 1306 und 1307 gehängt und die Ehefrau König Roberts sowie zwei seiner Schwestern und eine Tochter vom englischen König von 1306 bis 1314 gefangen gehalten wurden. Das dürfte sie von einer Heimkehr abgehalten haben.
In Bergen wird sie zusammen mit ihrem Schwager König Håkon V. Magnusson und dessen Frau Eufemia bei der Weihe Arne Sigurdssons zum Bischof von Bergen erwähnt. Sie machte großzügige Schenkungen und Seelengaben an das Bistum Bergen und die dortigen Kirchen und erhielt als Gegenleistung von Bischof Audfinn Sigurdsson einige der Kirche gehörende Gebäude in Bergen zur Nutzung auf Lebenszeit. Sie scheint sich auch politisch betätigt zu haben. Möglicherweise war sie 1312 an einem Vergleich zwischen zerstrittenen Familien auf Orkney, den Shetlandinseln und in Schottland beteiligt. Sie hatte auch Verbindung zum Nachfolger Konig Håkons Magnus VII. Eriksson. Sie scheint auch hinter der Verlobung ihrer Tochter Ingebjørg mit dem Jarl von Orkney Jon Magnusson im Jahre 1300 gestanden zu haben. Aber die Ehe kam nicht zustande, da der Jarl vorher starb. So wurde Ingebjørg mit dem schwedischen Herzog Waldemar Magnusson (nach 1280–1318), Bruder des Königs Birger I. Dessen Bruder Erik Magnusson heiratete gleichzeitig Isabellas Nichte Ingebjørg Håkonsdatter. Die Doppelhochzeit fand 1312 statt. Ein Dokument von 1357 spricht Isabella das Erbe nach ihrer Tochter, die inzwischen Witwe geworden war, zu. Sie hat also offenbar ihre Tochter überlebt.
In ihrem Testament wendete sie der Christkirche in Bergen zu Händen des Bischofs Audfinn Sigurdsson 20 Mark reinen Silbers „in gutem englischem Geld“ zu, damit dieser am Jahrestag ihres Todes ein halbes Pfund Wachs erwerbe, ein Opfer von 21 halben englischen Schilling gebe, fünf Arme speise, eine Seelenmesse halte und am Abends vorher und am Morgen alle Kirchenglocken der Stadt läuten lasse, wie es für Häuptlinge üblich sei.